# 黄马鼎

黄马鼎 (英文名: Martin Victor Wong; 1946年7月11日－1999年8月12日）是20世纪后期的美籍华裔画家。 他的作品被描述为社会现实主义和幻想艺术风格的细致结合。黄的画作经常探索多民族和种族身份，展示跨文化元素，阐述多语制，和颂扬他的酷儿性取向。 

## 传记

### 早年生活
黄马鼎于 1946 年 7 月 11 日出生于俄勒冈州的波特兰。黄由他的父母 Benjamin 和 Florence Wong Fie 在旧金山唐人街区抚养长大，是家里的独生子。黄从小就表现出艺术表达的倾向，13岁开始画画。他的母亲是他艺术倾向的坚定支持者，并保留了他早期的大部分作品。 黄就读于乔治华盛顿高中，1964 年毕业。 之后继续在洪堡州立大学读书，1968 年获得陶瓷学士学位。大学期间和毕业后的10 年间，黄马鼎在尤里卡和旧金山之间往返，训练他的艺术功底。黄在旧金山的Haight-Ashbury社区拥有一套公寓，并活跃于湾区的艺术界，作为 “光之天使 （The Angels of Light）”（ The Cockettes的一个分支）的表演艺术团体的布景设计师。在参与光之天使团体的同时，黄同时参与了新兴的嬉皮士运动，并参与了那个时期的性自由的氛围和对迷幻药物的实验。 到了 70 年代后期，黄决定搬到纽约从事他的艺术家职业生涯。据他自己的表述，他搬到纽约的原因是一个友好的挑战：
I made ceramics and did drawings at arts fairs. I was known as the 'Human Instamatic.' It was US$7.50 for a portrait. My record was 27 fairs in one day. Friends said to me, 'If you're so good, why don't you go to New York?'

我做陶艺，在艺术展上画画，我当时被人们称为“人体傻瓜相机“，每幅画能卖出7.5美金的价格，我的纪录是一天内跑了27个展会，我朋友跟我说：”你要是这么厉害，为什么不去纽约发展呢？“

### 职业生涯
1978 年，黄马鼎搬到曼哈顿，定居在下东区，在那里他的注意力完全转向了绘画。 黄大部分是自学成才的，他的画作从对衰败的下东区的粗犷渲染到对纽约和旧金山唐人街的俏皮描绘，再到自己的作品《听障人士的交通标志》。在描述他的一些画作的主题时，黄说：“我画的一切都在我住所的四个街区之内，这里的人们是我一直认识和看到的人。” 

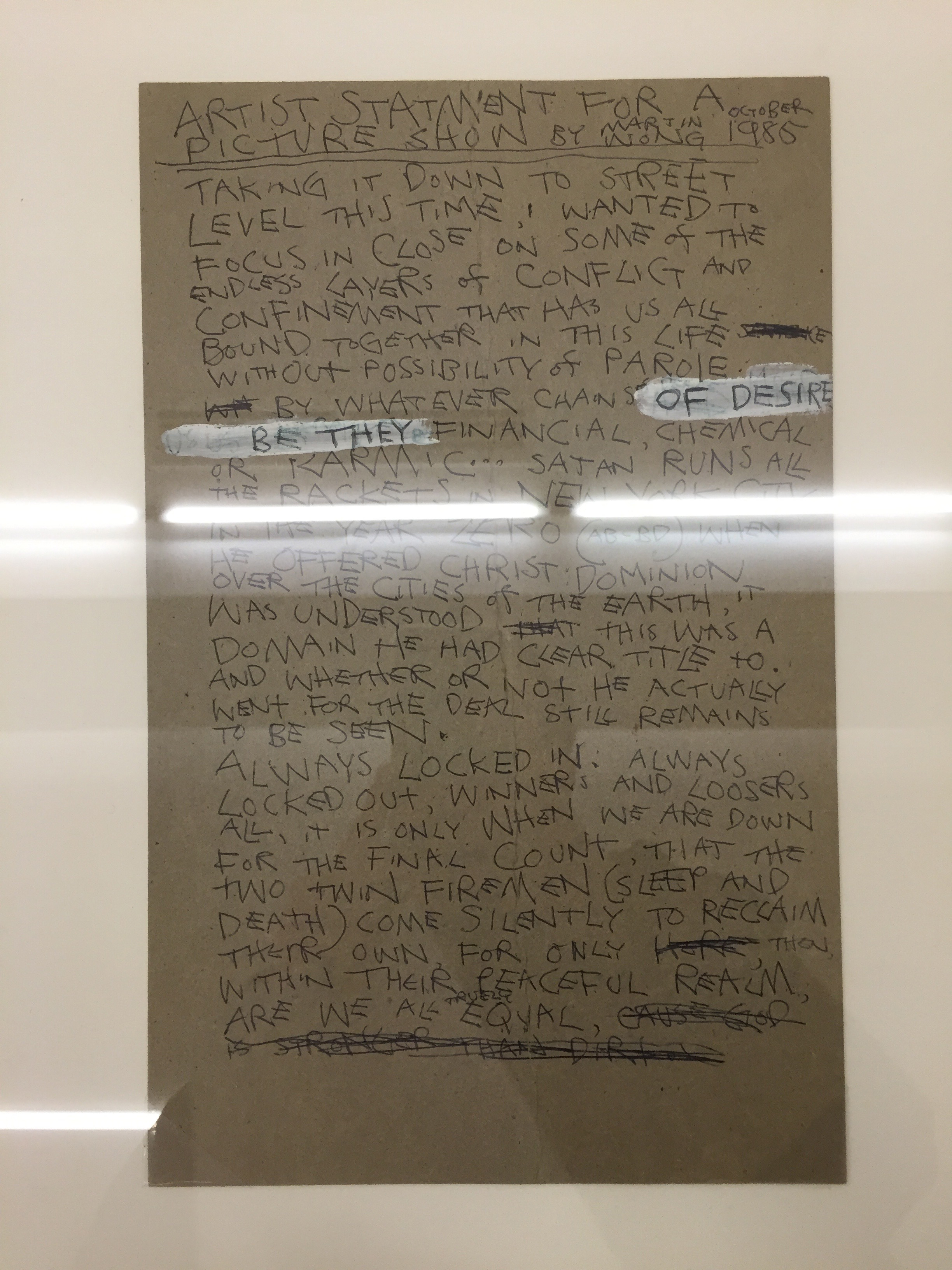
1984 年，展于Semaphore 画廊的黄马鼎艺术声明。

黄马鼎最出名的可能是他与新波多黎各文学派诗人米格尔·皮涅罗的合作。他于 1982 年在ABC No Rio艺术组织举办的群展《犯罪秀 （Crime Show）》开幕之夜遇见了皮涅罗。 见面后不久，皮涅罗搬进了黄的公寓开始和他的一年半的同居生活。 黄认为皮涅罗让他感觉更融入拉丁裔社区。在他们的同居生活期间，黄创作了大量作品，这些作品最终于 1984 年在 Barry Blinderman 的Semaphore东画廊举办的《城市景观（Urban Landscapes）》展览中展出。 他们的画作经常将皮涅罗的诗歌或散文与黄马鼎对城市景观细致的描绘和经过再创作风格化手指拼写相结合。  黄创作的关于Loisaida街区的作品以及与皮涅罗的合作构成了新波多黎各艺术运动的一部分。
黄马鼎于1993年在旧金山艺术学院举办了名为《唐人街绘画》的个展，展示了他对“唐人街神话属性”的记忆、经历和诠释。  黄把唐人街对于住在离大城市较远地区居民眼中的”旅客心态，外来者视角“给具体范例化 
在 1980 年代的一段时间里，他通过在佳士得拍卖行购买估价偏低的古董并在苏富比拍卖行以更公平的高价出售来维持生计。  1989 年，黄马鼎在纽约居住期间收集了大量涂鸦收藏，在一位日本投资者的帮助下，他与朋友 Peter Broda 在东村邦德街共同创办了美国涂鸦博物馆。在当时，涂鸦是一种备受争议的艺术形式，市政府也已经移除了纽约市地铁系统中的大部分涂鸦作品。作为回应，黄开始着手保存他认为是“二十世纪最后一场伟大的艺术运动”的街头涂鸦艺术。 1994 年，由于身体出现并发症，黄将他的涂鸦收藏捐赠给了纽约市博物馆。他的收藏囊括了1980 年代纽约涂鸦艺术家，包括Rammellzee 、 Keith Haring 、 Futura 2000 、 Lady Pink和Lee Quiñones在内的作品 。 

### 个人生活
黄马鼎是公开的同性恋。  1994年，黄被诊断出患有艾滋病。在被诊断后健康状况下降并搬回了旧金山。 1999 年 8 月 12 日，他在父母的照顾下在旧金山的家中因艾滋病并发症去世，享年 53 岁  黄的前任伴侣米格尔·皮涅罗于 1988 年死于肝硬化。 
黄马鼎的姑姑黄诺拉（Eleanor "Nora" Wong）是 1940 年代旧金山华人夜总会的积极参与者。她最显著的活动是在旧金山的紫禁城夜总会担任过包括主唱在内的许多职务 

## 个人遗产
《纽约时报》的讣告评价黄马鼎“细致的远见现实主义表达是 1980 年代纽约东村艺术界的持久性遗产之一”。 自从他去世以来，人们一直保持对他重要地位的推崇，他的作品可以在世界各地的收藏中找到，包括大都会艺术博物馆、笛洋美术馆、布朗克斯艺术博物馆、雪城大学艺术收藏馆、以及纽约市和旧金山市的一系列收藏。 黄马鼎的个人文件存放于纽约大学法尔斯图书馆，其中包括速写本、信件、履历文件、录像带、照片、与涂鸦相关的材料以及黄的部分个人藏书。 Rizzoli出版社于 1998 年以《甜蜜的遗忘：黄马鼎的城市景观画作集（Sweet Oblivion: The Urban Landscape of Martin Wong）》为标题出版了黄在新当代艺术博物馆和伊利诺伊州立大学画廊联合展览的作品目录。
黄马鼎的两幅画作被纽约市惠特尼博物馆收藏。纽约现代艺术博物馆永久收藏了黄的三件作品。 他的一幅画被加利福尼亚州政府收藏，并在旧金山的加利福尼亚州大厦永久展出。芝加哥艺术学院当代艺术协会于 2012 年 5 月收购了其画作《甜蜜的遗忘 （Sweet Oblivion）》。
黄马鼎曾与服装品牌Supreme合作，发售印有他艺术图案的多款单品，其中包括一件 8 球衬衫，以及一件相同设计的 8 球帽衫，和许多包含黄其他艺术作品的单品.
黄马鼎基金会由他的母亲于 2001 年创立，旨在通过设立大学艺术奖学金、发行艺术出版物和积极开展艺术教育项目来资助艺术课程和年轻艺术家。自2003年以来，该奖学金持续在黄的母校洪堡州立大学、旧金山州立大学、纽约大学和亚利桑那州立大学提供。 